# Sentada

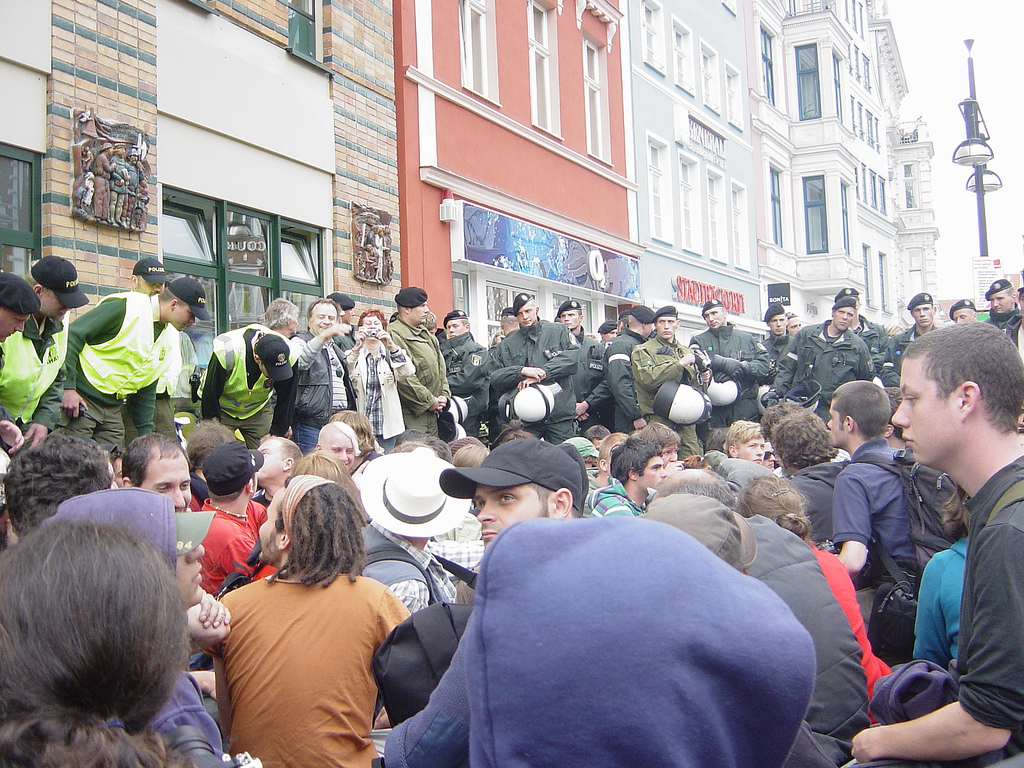
Sentada espontánea frente a un McDonald's en Rostock (2008).

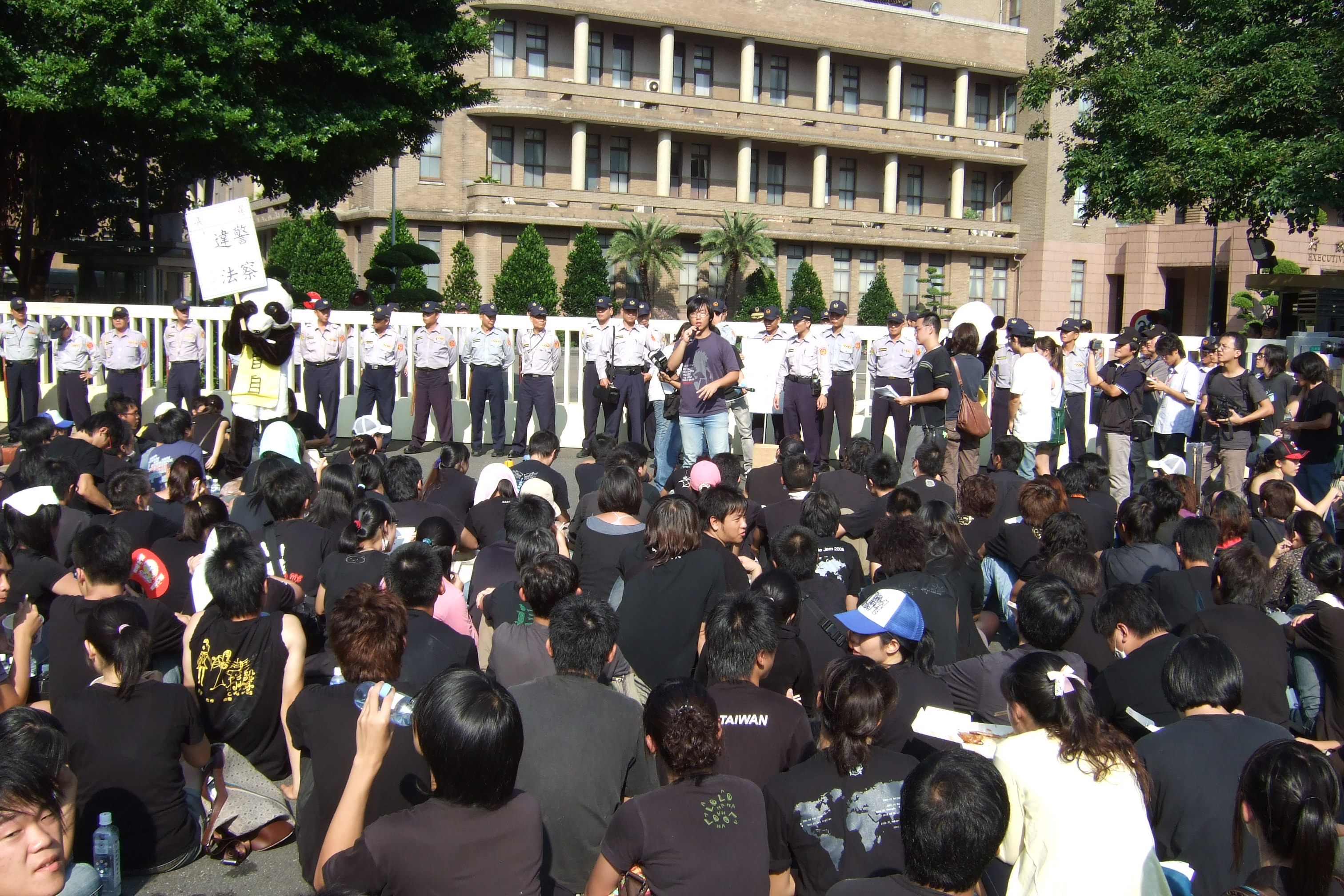
Jornada de sentada contra las reuniones anti-derechos humanos en Taiwán (2008).

Una sentada es una forma de protesta no violenta que implica ocupar asientos o sentarse en el suelo de un lugar, en general público.

## Proceso
En una sentada los manifestantes se sientan en un lugar estratégico como puede ser la calle o en el interior de un comercio o de una oficina. Permanecen sentados hasta que son desalojados (normalmente por uso de la fuerza) o detenidos o hasta que sus demandas han sido satisfechas.
Las sentadas son una forma eficaz de protesta ya que:
1. Causan disrupción que llama la atención de las personas que se encuentran cerca del lugar de los hechos.
2. La retirada forzosa de los manifestantes, y a veces el uso de violencia contra ellos en contraste con la naturaleza no violenta de la propia sentada, suele despertar simpatía en el público y aumenta las posibilidades de los manifestantes de conseguir sus objetivos.

La sentada puede emplearse en el contexto de una huelga laboral. En este caso, los trabajadores se sientan en el área en la que normalmente estarían trabajando y se niegan a abandonar el sitio. De esta manera impiden que la empresa los reemplace con esquiroles para desbaratar la huelga.